# Statue-menhir de Laniscar
La statue-menhir de Laniscar est une statue-menhir découverte sur la commune du Trévoux, dans le département du Finistère en France.

## Description
La statue-menhir a été découverte couchée sur le ventre durant l'hiver 1970-1971 lors de l'arasement d'un talus. Elle est constituée d'un bloc de granite équarri de 0,85 m de hauteur, 0,70 m de largeur et d'une épaisseur de 0,20 m. Toutes les faces du bloc ont été régularisées par bouchardage sauf peut-être la face arrière qui semble d'origine naturelle. La tête est tronconique sans trait distinctif hormis un bourrelet sommital. Les épaules sont assez carrées. Les seins sont des calottes sphériques très régulières d'un diamètre moyen de 8 cm, le sein gauche étant légèrement plus haut que le droit. Elle comporte un collier asymétrique en-dessous des seins. La statue semble penchée sur son épaule droite. 
Elle est conservée au Musée de la Préhistoire finistérienne de Penmarch.